# Lino Landolfi
Lino Landolfi (1925-1988) est un auteur de bande dessinée italien. Auteur de nombreuses séries populaires, il a œuvré aussi bien dans la bande dessinée réaliste qu'humoristique.

## Prix
- 1973 :  Prix Yellow-Kid du dessinateur italien, au Festival de bande dessinée de Lucques